# 陳茂
陳 茂（ちん も、? - 23年）は、中国の新代の武将・政治家。王莽の配下で、延徳侯に封じられた。

## 事跡
| 姓名         | 陳茂                                                       |
| 時代         | 新代                                                       |
| 生没年       | 生年不詳 - 23年（更始元年）                                |
| 字・別号     | 不詳                                                       |
| 出身地       | 不詳                                                       |
| 職官         | 執金吾候〔前漢〕→大司馬〔新〕 →秩宗将軍〔新〕→丞相〔劉望〕 |
| 爵位・号等   | 延徳侯〔新〕                                               |
| 陣営・所属等 | 平帝→孺子嬰→王莽→劉望（劉聖）                              |
| 家族・一族   | 不詳                                                       |

前漢の平帝の時代には執金吾候（執金吾の属官）の地位にあった。天鳳2年（15年）、苗訢の後任として、陳茂は大司馬に就任する。しかし天鳳3年（16年）秋、日食の出現を理由として大司馬を罷免された（後任は荘尤（厳尤））。
その後、時期は不明だが、陳茂は秩宗将軍（「秩宗」は太常に相当する）に任命され、地皇3年（22年）、納言将軍荘尤と共に、王常率いる荊州の反新軍である下江軍を撃破している。しかし地皇4年（23年）、陳茂と荘尤は、劉縯率いる反新軍に育陽（南陽郡）で敗北した。そのため、陳茂と荘尤は、荊州の更始帝（劉玄）を討伐する大司空王邑・大司徒王尋の新軍主力部隊に合流した。しかし、この新軍主力部隊も、同年6月の昆陽の戦いで、劉秀（光武帝）率いる漢軍に大敗して壊滅し、荘尤と陳茂は辛うじて戦場から離脱した。
陳茂と荘尤は、譙（沛郡）へ逃れ、ここで新を見限り、漢朝の将軍を号した。この時の荘尤は、新は滅亡すべきで、漢が復興すべきであると、沛の官吏や民衆に対して演説したが、一方の陳茂は、地に伏して哭泣したという。しかし、荘尤と陳茂は、荊州の更始帝には降らなかった。更始元年（23年）8月、漢では鍾武侯であった劉望（『漢書』では「劉聖」）が汝南郡で皇帝を自称していると聞くと、2人はこれに投降し、荘尤は大司馬、陳茂は丞相に任命された。
更始帝は、皇帝を称した劉望の政権を敵とみなし、大司徒劉賜を派遣してこれを討伐させたが、劉望らは劉賜を撃退する。しかし同年10月、続いて討伐に来た奮威大将軍劉信に敗れ、劉望・荘尤・陳茂はいずれも戦死した。